# Нирза
Ни́рза (латыш. Nirza) — населённый пункт в Лудзенском крае Латвии. Административный центр Нирзинской волости. Находится на берегу озера Нирзас. Рядом с селом проходит европейский маршрут E 22. Расстояние до города Лудза составляет около 20 км.
По данным на 2017 год, в населённом пункте проживало 146 человек. Есть волостная администрация, начальная школа, народный дом, библиотека.

## История
В советское время населённый пункт был центром Нирзского сельсовета Лудзенского района. В селе располагалась центральная усадьба совхоза «Нирза».